# Ékes sodrómoly
Az ékes sodrómoly (Argyrotaenia ljungiana) a valódi lepkék (Glossata) alrendjébe tartozó sodrólepkefélék (Tortricidae) családjának egyik, hazánkban is honos faja.

## Elterjedése, élőhelye
Európában és Kis-Ázsiában honos; Észak-Amerikába valószínűleg behurcolták. Magyarországon mindenütt megtalálni, és az ország egyes részein kimondottan gyakori.

## Megjelenése
Rókabarna alapszínén sötétebb barna a mintázat. A szárny fesztávolsága 12–16 mm.

## Életmódja
A mediterrán területeken és még nálunk is évente három nemzedéke nő fel, tőlünk északra kettő. A bábok telelnek át lehullott növényi részek között. A tavaszi nemzedék lepkéi a mediterrán területeken március–áprilisban rajzanak, nálunk minimálisan áprilisban, majd május elején. A két nyári nemzedék rajzása lefedi az egész nyarat: július és szeptember között szinte állandóan röpülnek a lepkék.
E polifág faj hernyói számos lágy szárú növényen éppen olyan jól megélnek, mint a gyümölcsfákon, különféle cserjéken és a szőlőn. Európa különböző részein más-más növényeket károsít:
- Dél-Franciaországban, Olaszországban, Svájcban és Dél-Tirolban, az ötvenes években főleg a szőlőt (szőlőn a kártételt fokozza, hogy a hernyók a fürtkocsányt is megeszik).
- Később Verona tartományban károsította az almát és körtét is.
- Hazánkban jelentősége időben és térben erősen változó:
  - első nagy kártételét 1967-ben észlelték Békés megyében, jonatán almán.
  - szőlőben 1969-ben tett kárt Pécs környékén.

Az utóbbi évtizedekben érdemleges kárt nem okozott.